# Atsuko Yamano
Atsuko Yamano (山野敦子?, Yamano Atsuko; Osaka, 22 febbraio 1964) è una batterista e bassista giapponese, membro fondatore del gruppo rock giapponese Shonen Knife.
Durante i primi anni di vita del gruppo, Atsuko suonava la batteria e cantava in sottofondo. Essendo originariamente una stilista, era anche responsabile degli abiti di scena del trio. Dopo che l'amica Michie Nakatani ha lasciato il gruppo, Atsuko ha preso il suo posto come bassista.  
Atsuko, alla fine, ha lasciato la band a causa del matrimonio, e si è trasferita a Los Angeles. Tuttavia, suona ancora con le Shonen Knife ogni volta che il gruppo tiene qualche concerto nella sua città o in Nord America.